# Oblast Kiev
De oblast Kiev of oblast Kyiv (Oekraïens: Київська область, Kyjivs’ka oblast) is een oblast in het noorden van Oekraïne. Het bestuurlijke centrum is de Oekraïense hoofdstad Kiev, echter deze stad is zelf geen onderdeel van de oblast, maar vormt een zelfstandige bestuurlijke eenheid. De grootste stad is Bila Tserkva en de oblast heeft 1.827.894 inwoners (2001).

## Geografie
De oblast omspant beide oevers van de rivier de Dnjepr. De rivier wordt in het noorden echter over zo'n 75 km onderbroken door het Stuwmeer van Kiev, waar ook de rivier de Pripjat in uitstroomt en stroomopwaarts in het zuiden wordt de Dnjepr onderbroken door het kleinere Stuwmeer van Kaniv. Ten oosten van Kiev stroomt de rivier de Desna in de Dnjepr.
Het noorden van de oblast wordt gekenmerkt door een relatief laaggelegen gebied met enkele vooral drooggelegde moerassen. In het uiterste noordwesten, voorbij Tsjernobyl en nabij de grens met Wit-Rusland, beginnen de Pripjatmoerassen. Het zuiden van de oblast Kiev, ten zuiden van Bila Tserkva, wordt echter gekenmerkt door hogere delen, die deel uitmaken van het Dnjeprhoogland.
Als gevolg van de kernramp van Tsjernobyl in 1986 zijn er in het uiterste noorden nog steeds gebieden die officieel gesloten zijn in verband met het gevaar voor radioactieve besmetting. Na deze kernramp werd de stad Pripjat geëvacueerd en werd voor de inwoners een nieuwe stad gebouwd: Slavoetytsj. Slavoetytsj wordt geheel door de oblast Tsjernihiv omringd en is dus een exclave van de oblast Kiev.